# Уоринер, Дорин
Дорин Агнес Розмари Джулия Уоринер  (англ. Doreen Agnes Rosemary Julia Warriner; 16 марта 1904, Уорикшир — 17 декабря 1972) — английский экономист и гуманитарный деятель.

## Биография
В октябре 1938 года она отправилась в Чехословакию, чтобы помочь беженцам, бежавшим из Судетской области, незадолго до того оккупированной Германией,  от нацистских преследований. Она стала главой Британского комитета по делам беженцев из Чехословакии в Праге, который помог 15 000 немцев, чехов и евреев бежать из Чехословакии, когда страна была оккупирована и аннексирована гитлеровской Германией в 1938 и 1939 годах. Под угрозой  ареста гестапо Уорринер была вынуждена покинуть  Чехословакию 23 апреля 1939 года.
Во время Второй мировой войны Уорринер работал в министерстве  экономической войны в Великобритании и Египте, а в 1944–1946 годах возглавляла отдел снабжения продовольствием югославской миссии Управления помощи и восстановления ООН. С 1947 по 1966 год она работала в Школе славянских и восточноевропейских исследований Лондонского университета, где в   1964 году стала профессором.  Великобритания наградила её титулом   офицера ордена Британской империи  в 1941 году. Уорринер была посмертно удостоена звания Британского героя Холокоста в январе 2018 года.
Она положительно отзывалась о коммунистических революциях в Восточной Европе после войны, но к 1969 году  изменила свои взгляды.
Актриса Ромола Гарай  исполнила роль Дорин в фильме 2023 года «Одна жизнь».